# Bjerre Herred

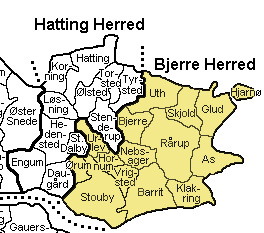
Bjerre Herred

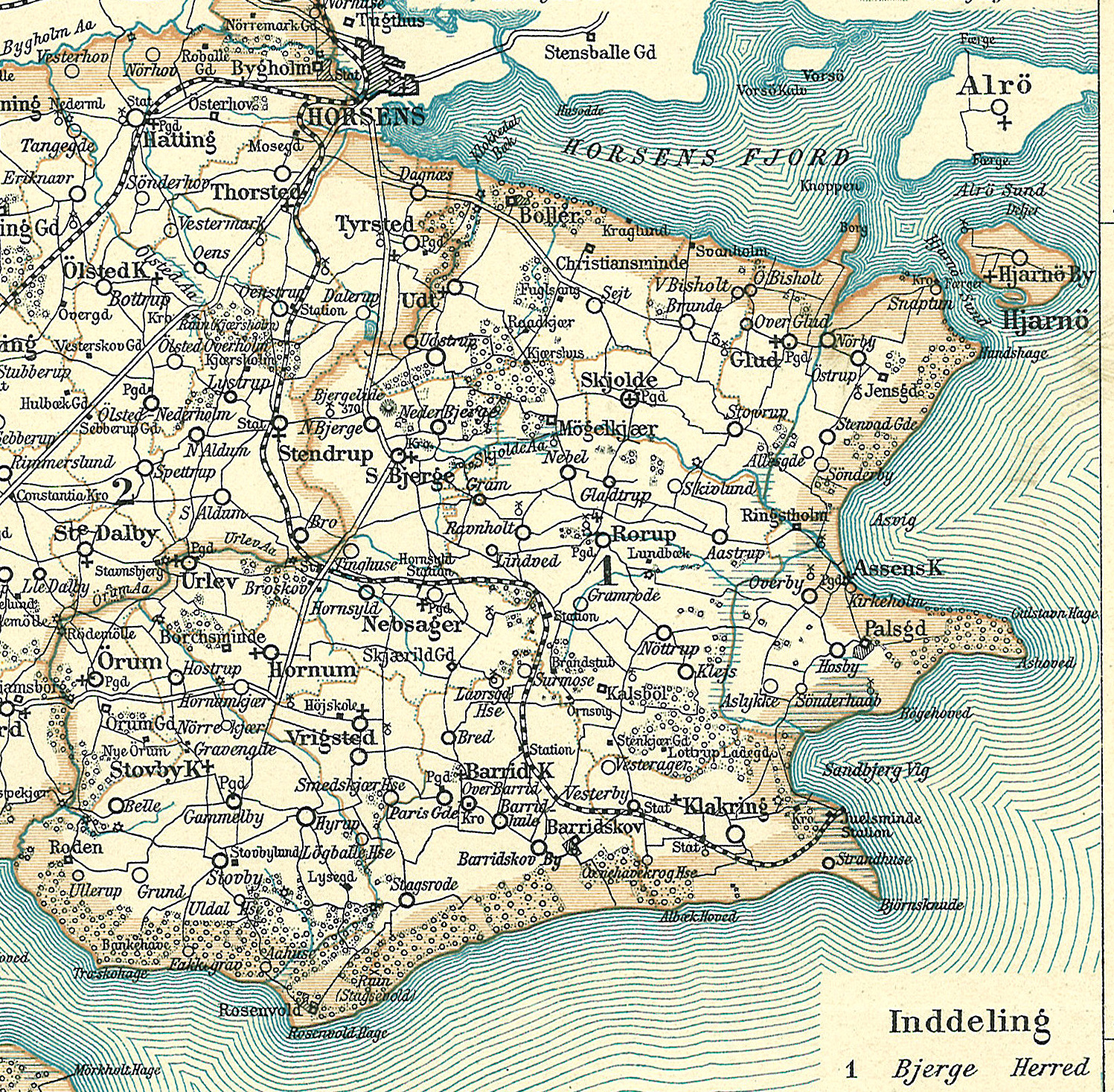
Bjerre Herred rond 1900

Bjerre Herred (ook Bjærge Herred) was een herred in het voormalige  Vejle Amt in Denemarken. Bjerre wordt genoemd in  Kong Valdemars Jordebog als Biarghæreth

## Parochies
Bjerre omvatte oorspronkelijk 15 parochies. In 1979 kwam Juelsminde er bij als afsplitsing van Klakring. Behalve de parochie Uth (Aarhus), liggen alle parochies in het bisdom Haderslev.
- As
- Barrit
- Bjerre
- Glud
- Hjarnø
- Hornum
- Juelsminde (niet op de kaart)
- Klakring
- Nebsager
- Raarup
- Skjold
- Stouby
- Urlev
- Uth
- Vrigsted
- Ørum